# Bukhara Challenger 2007
Il Bukhara Challenger 2007 è stato un torneo di tennis facente parte della categoria ATP Challenger Series nell'ambito dell'ATP Challenger Series 2007. Il torneo si è giocato a Bukhara in Uzbekistan dal 13 al 19 agosto 2007 su campi in cemento.

## Vincitori

### Singolare
Denis Istomin ha battuto in finale  Amir Weintraub con il punteggio di 3–6, 6–1, 6–4

### Doppio
Evgenij Kirillov  /  Aleksandr Kudrjavcev hanno battuto in finale  Danila Arsenov /  Vaja Uzakov con il punteggio di 6–3, 6–1